# Flash Forward (álbum de Tim Moore)
Flash Forward é o quinto álbum de estúdio do cantor norte-americano Tim Moore, lançado em 1985 pela gravadora Elektra. Todas as faixas do álbum foram compostas pelo próprio Tim Moore.
A canção "Yes" foi incluída na trilha sonora internacional da telenovela Selva de Pedra, da Rede Globo em 1986.

## Recepção da crítica
| Críticas profissionais    | Críticas profissionais |
| Avaliações da crítica     | Avaliações da crítica  |
| Fonte                     | Avaliação              |
| ------------------------- | ---------------------- |
| Springfield News-Leader   | (Negativa)             |
| The Philadelphia Inquirer | [ 6 ]                  |

Mark Marymont, do jornal Springfield News-Leader, avaliou o álbum de forma negativa, afirmando que "ele [Tim Moore] soa como o [Billy] Joel, escreve letras que são até mesmo mais pretensiosas do que as do Joel e o produto final é igualmente sem alma. Pelo menos Joel é um mestre de material comercial bem trabalhado, mas Moore nem sequer está nesse nível."
Já Steven Rea do jornal The Philadelphia Inquirer deu ao álbum três estrelas.

## Faixas
Todas as letras escritas por Tim Moore. 
| N.º            | Título                    | Duração |  |
| 1.             | "Let's Get Activated"     | 4:37    |  |
| 2.             | "Yes"                     | 3:39    |  |
| 3.             | "Baby and Soul"           | 3:44    |  |
| 4.             | "I'll Find a Way"         | 4:01    |  |
| 5.             | "Anything and Everything" | 3:37    |  |
| 6.             | "Rock & Roll Love Letter" | 3:45    |  |
| 7.             | "Surrender"               | 4:18    |  |
| 8.             | "Telepath"                | 4:34    |  |
| 9.             | "Theodora"                | 4:09    |  |
| 10.            | "Get It Outta My System"  | 4:11    |  |
| Duração total: | Duração total:            | 40:35   |  |